# Jezioro Lichwińskie
Jezioro Lichwińskie (inaczej Lichwin) – jezioro rynnowe na Kotlinie Gorzowskiej, na południowym skraju Puszczy Noteckiej, w gminie Sieraków.
Na północnym brzegu jeziora znajduje się osada Lichwin, wchodząca w skład sołectwa w Bucharzewie.

## Charakterystyka
Jezioro ma 48,92 ha, co daje mu 9. pozycję pod względem powierzchni w gminie oraz 5. lokatę wśród jezior rynnowych.

## Turystyka
Północnym brzegiem jeziora, w pobliżu osady Lichwin, rozwidlają się 2 szlaki turystyczne:
- pieszy szlak  PTTK: biegnący z Bukowca do Borowego Młyna, aż do Lewic, w gm. Międzychód,
- rowerowy szlak  "wokół Sierakowa": biegnący z Bukowca, na Pławiska i Błota, aż do Jaroszewa.